# Maō no Ore ga Dorei Elf wo Yome ni Shitanda ga, Dō Medereba ī?
Maō no Ore ga Dorei Elf wo Yome ni Shitanda ga, Dō Medereba ī? (魔王の俺が奴隷エルフを嫁にしたんだが、どう愛でればいい? lit. Yo, el rey demonio, me casé con una elfa esclava, ¿cómo debería amarla??), también conocida como Madome o El dilema de un archidemonio: cómo amar a tu novia elfa en España, es una serie de novelas ligeras japonesas escritas por Fuminori Teshima e ilustradas por COMTA. El primer volumen de la novela ligera fue publicado el 1 de febrero de 2017 por Hobby Japan bajo su sello HJ Bunko. Una adaptación a manga con arte de Hako Itagaki ha sido serializado a través del sitio web Comic Fire de Hobby Japan desde 2018. Una adaptación de la serie al anime se estrenó el 5 de abril de 2024.

## Personajes
Zagan (ザガン?)
 Seiyū: Yūsuke Kobayashi
El protagonista de la serie. Cuando era niño, quedó huérfano, fue secuestrado por un mago para experimentar cuando era joven y, por el contrario, asesinó al mago para obtener su propiedad y conocimientos. Se enamoró de Nepferia a primera vista y la compró en una subasta de esclavos, pero debido a que es la primera vez que se enamora de alguien, le preocupa cómo tratarla.
Neferia (ネフェリア?)
 Seiyū: Kana Ichinose
Una chica elfa rara con el pelo blanco. Su apodo es Nephy. Entre los elfos con alto poder mágico, fue tratada como una «niña maldita» debido a su extraordinario poder mágico. Poco a poco, comienza a gustarle Zagan, quien dijo que la necesitaba.
Chastil Lilqvist (シャスティル・リルクヴィスト Shasutiru Rirukuvuisuto?)
 Seiyū: Hana Hishikawa
Chastil forma parte de los Caballeros Celestiales al servicio de la iglesia, responsable de la derrota del Rey Demonio. Siendo portadora de una espada sagrada, en su caso, la espada Azrael con la cual puede manipular la luz.
Barbaros (バルバロス Barubarosu?)
 Seiyū: Kishō Taniyama
Bárbaros es un hechicero al igual que Zagan el cual es conocido como Barbaros del Purgatorio  por su cualidad de teletransporte y manipulación de las sombras. 
Foll (フォル Foru?)
 Seiyū: Akane Misaka
Su nombre completo es Valefoll.
A pesar de su apariencia infantil, es una descendiente del clan de los Dragones. Busca al responsable de la muerte de su padre.
Raphael Hyurandell (ラーファエル・ヒュランデル Rāfaeru Hyuranderu?)
 Seiyū: Tetsu Inada
Al igual que Chastille, Raphael es un Caballero Celestial que posee una de las espadas sagradas, siendo en su caso la espada Metatron con la cual puede manipular el fuego. Además de eso, Raphael se bañó en la sangre del dragón Orobas, el padre de Foll haciendo que esta creyera que Raphael lo había matado por su sangre la cual le proporciona la cualidad de regeneración. Sin embargo su regeneración no es perfecta ya que una herida certera en su corazón podría ocasionarle la muerte y además, perdería su brazo izquierdo protegiendo a Foll de un Golem cuando este dispara un rayo dirigido a Foll.
Manuela (マニュエラ Manyuera?)
 Seiyū: Ayasa Itō
Manuela es una Arpía que trabaja en una boutique de ropa en el pueblo de Kianoides. Rápidamente establece amistad con Nephy a la que con frecuencia utiliza como modelo para probar sus diferentes vestidos los cuales muchas veces son bastante subidos de tono. No obstante ella es muy confiable y a menudo da buenos consejos a Nephy para su relación con Zagan.
Narrator (ナレーション Narēshon?)
 Seiyū: Toshiyuki Morikawa

## Contenido de la obra

### Novela ligera
Maō no Ore ga Dorei Elf wo Yome ni Shitanda ga, Dō Medereba ī? es escrito por Fuminori Teshima e ilustrado por COMTA. Hobby Japan publicó el primer volumen impreso de la novela ligera el 1 de febrero de 2017, y hasta el momento se han publicado dieciséis volúmenes. La novela ligera tiene licencia en Norteamérica por J-Novel Club. En las conferencias de la industria celebradas en el Manga Barcelona 2022 (antiguo Salón del Manga de Barcelona), SEKAI Editorial anunció la licencia de la novela ligera para España.
| Volúmenes de novelas ligeras publicadas | Volúmenes de novelas ligeras publicadas | Volúmenes de novelas ligeras publicadas                  | Volúmenes de novelas ligeras publicadas | Volúmenes de novelas ligeras publicadas                          |
| Número                                  | Fecha de publicación                    | ISBN                                                     | Fecha de publicación                    | ISBN                                                             |
| --------------------------------------- | --------------------------------------- | -------------------------------------------------------- | --------------------------------------- | ---------------------------------------------------------------- |
| 1                                       | 1 de febrero de 2017                    | ISBN 9784798613819                                       | 18 de noviembre de 2023                 | ISBN 978-84-126858-5-5 (físico) ISBN 978-84-127870-0-9 (digital) |
| 2                                       | 1 de junio de 2017                      | ISBN 9784798614601                                       | —                                       | —                                                                |
| 3                                       | 1 de septiembre de 2017                 | ISBN 9784798615172                                       | —                                       | —                                                                |
| 4                                       | 29 de diciembre de 2017                 | ISBN 9784798615844                                       | —                                       | —                                                                |
| 5                                       | 31 de marzo de 2018                     | ISBN 9784798616780                                       | —                                       | —                                                                |
| 6                                       | 1 de agosto de 2018                     | ISBN 9784798617237                                       | —                                       | —                                                                |
| 7                                       | 1 de diciembre de 2018                  | ISBN 9784798618203                                       | —                                       | —                                                                |
| 8                                       | 1 de abril de 2019                      | ISBN 9784798619064                                       | —                                       | —                                                                |
| 9                                       | 31 de agosto de 2019                    | ISBN 9784798619972                                       | —                                       | —                                                                |
| 10                                      | 1 de febrero de 2020                    | ISBN 9784798621210 ISBN 9784798620787 (edición especial) | —                                       | —                                                                |
| 11                                      | 1 de agosto de 2020                     | ISBN 9784798622309                                       | —                                       | —                                                                |
| 12                                      | 1 de abril de 2021                      | ISBN 9784798623948                                       | —                                       | —                                                                |
| 13                                      | 1 de septiembre de 2021                 | ISBN 9784798625775                                       | —                                       | —                                                                |
| 14                                      | 28 de diciembre de 2021                 | ISBN 9784798627038                                       | —                                       | —                                                                |
| 15                                      | 28 de diciembre de 2021                 | ISBN 9784798628295                                       | —                                       | —                                                                |
| 16                                      | 1 de noviembre de 2022                  | ISBN 9784798629858                                       | —                                       | —                                                                |

### Manga
La serie de novelas ligeras fue adaptada a una serie de manga con ilustraciones de Hako Itagaki en el sitio web Comic Fire de Hobby Japan. Hobby Japan recopila sus capítulos individuales en volúmenes tankōbon. El primer volumen se publicó el 27 de agosto de 2018, y hasta el momento se han lanzado nueve volúmenes. El manga también tiene licencia en Norteamérica por J-Novel Club.
Un manga spin-off de Momo Futaba titulado Akuyū no Ore ga Ponkotsu Kishi o Miterarenai nda ga, Dō Sewa o Yakya Ī?: Madome Gaiden (悪友の俺がポンコツ騎士を見てられないんだが、どう世話を焼きゃいい? ～まどめ外伝～?  lit El dilema de un villano: cómo no entrometerse demasiado en la vida de un torpe caballero sagrado) comenzó a serializarse en el mismo sitio web en diciembre de 2021. La serie se ha recopilado en un solo volumen tankōbon hasta el momento.

#### Serie principal
| Volúmenes de manga publicados | Volúmenes de manga publicados | Volúmenes de manga publicados |
| Número                        | Fecha de publicación          | ISBN                          |
| ----------------------------- | ----------------------------- | ----------------------------- |
| 1                             | 27 de agosto de 2018          | ISBN 9784798617565            |
| 2                             | 22 de febrero de 2019         | ISBN 9784798618708            |
| 3                             | 27 de agosto de 2019          | ISBN 9784798619842            |
| 4                             | 27 de febrero de 2020         | ISBN 9784798621319            |
| 5                             | 27 de agosto de 2020          | ISBN 9784798622699            |
| 6                             | 1 de marzo de 2021            | ISBN 9784798624327            |
| 7                             | 1 de septiembre de 2021       | ISBN 9784798625867            |
| 8                             | 1 de abril de 2022            | ISBN 9784798626499            |
| 9                             | 1 de noviembre de 2022        | ISBN 9784798628967            |

#### Spin-off
| Volúmenes de manga publicados | Volúmenes de manga publicados | Volúmenes de manga publicados |
| Número                        | Fecha de publicación          | ISBN                          |
| ----------------------------- | ----------------------------- | ----------------------------- |
| 1                             | 1 de noviembre de 2012        | ISBN 9784798629919            |

### Anime
Se anunció una adaptación de la serie al anime el 27 de octubre de 2022. Está producida por Brain's Base y dirigida por Hiroshi Ishiodori, con Aya Yoshinaga supervisando los guiones de la serie, Mina Ōsawa diseñando los personajes, Keiji Gotoh supervisando la animación y Yuma Yamaguchi componiendo la música. Se estrenó el 5 de abril de 2024 en Tokyo MX y otras cadenas. El tema de apertura es «Wakaranai Ai» (ワカラナイアイ?), interpretado por The Brow Beat, mientras que el tema de cierre es «Blue Star», interpretado por Sayaka Yamamoto. Crunchyroll obtuvo la licencia de la serie fuera de Asia. Plus Media Networks Asia obtuvo la licencia de la serie en el Sudeste Asiático.

## Recepción
En 2020, la adaptación de manga fue nominada al Next Manga Award en la categoría de manga web.